# François de Rohan-Soubise
Titre
Prince de Soubise
François de Rohan-Soubise, né en 1630 et mort le 24 août 1712 à Paris, est un membre de la Maison de Rohan et le fondateur de la Maison de Soubise. Époux d'Anne de Rohan-Chabot, il est le père de onze enfants. Fait prince de Soubise en 1667, il est également seigneur de Frontenay et de Ponghes.

## Biographie
François de Rohan-Soubise est l'unique fils d'Hercule de Rohan-Guéméné, duc de Montbazon et de sa seconde femme Marie d'Avaugour. Il a pour sœur aînée Marie de Rohan, épouse du duc de Luynes, personnage central lors de la Fronde, la guerre civile qui menaça le pouvoir de la monarchie française, puis en secondes noces du duc de Chevreuse. Il a pour demi-frère Louis de Rohan, prince de Guéméné. 
Le 9 novembre 1691, il est nommé gouverneur de Champagne avec enregistrement le 11 février 1692, mais il cède la fonction et le titre « en survivance » à son fils Hercule-Mériadec de Rohan-Soubise dès le 7 novembre 1693.
Officier, il sert dans plusieurs guerres menées sous Louis XIV, en Hongrie, en Hollande, en Allemagne, en Flandre, en Franche-comté, au passage du Rhin. 
En 1673, il est nommé capitaine-lieutenant de la compagnie des gendarmes de la Garde ordinaire du Roi, charge qu'il occupe jusqu'à sa renonciation en faveur de son fils Hercule-Mériadec de Rohan-Soubise, à la fin de l'année 1703. En 1677, il est promu lieutenant général des armées du Roi, grade avec lequel il achève sa carrière militaire .
Il épouse en premières noces Catherine de Lyonne, veuve de Pomponne François Le Conte, marquis de Nonant, fille de N... de Lyonne, grand audiencier de France, et de Marie de Grieux. Elle meurt en 1660 à l'âge de vingt-sept ans,  
Veuf, il se remarie à Paris, paroisse Saint Paul, le 16 avril 1663 avec Anne de Rohan-Chabot qui lui apporte la terre de Soubise et sera la mère de ses onze enfants. 
Il obtient du roi Louis XIV l'érection en principauté de la seigneurie de Soubise, par lettres patentes du mois de mars 1667, enregistrées le 1er juillet suivant .
Il est le premier prince de Soubise de la Maison de Rohan.
Sur l'insistance de sa femme, François achète en janvier 1704 l'hôtel de Guise aux héritières de feue la duchesse de Guise. 
À partir de 1705, il fait refondre l'hôtel par l'architecte Pierre-Alexis Delamair, qui modifie l'orientation de l'ancien hôtel des Guise, reconstruit les façades, crée un nouvel escalier d'honneur et une nouvelle cour d'honneur entourée d'une colonnade. Le gros œuvre de cet édifice est achevé en 1709 .
Il renomme la propriété hôtel de Soubise et y meurt, paroisse Saint Jean en Grêve, le 24 août 1712. Sa seconde épouse y meurt également le 9 février 1709 .
Tous deux sont inhumés dans l'église des religieux de la Mercy, rue de Braque , détruite à la Révolution .
Il est enterré aujourd'hui en l'église Saint-Pierre de Soubise, qu'il a fait reconstruire après sa destruction pendant les guerres de religion.

### Descendance
- Anne Marguerite de Rohan, abbesse de Jouarre (5 août 1664 – 26 juin 1721) ;
- Louis de Rohan, prince de Rohan (11 mars 1666 – 5 novembre 1689) sans descendance ;
- Constance Emilie de Rohan (1667 - ?) fiancée par procuration à l'âge de 16 ans avec Dom Joseph Ier Rodriguez Tellez da Camara le 17 mai 1683, 2e Comte de la Ribeira Grande, cérémonie en la chambre du roi à Versailles en la présence de celui-ci et de celle de la reine Marie-Thérèse d'Autriche, dont postérité ;
- Hercule-Mériadec de Rohan, prince de Maubuisson et duc de Rohan-Rohan (8 mai 1669 – 26 janvier 1749) il épouse Anne-Geneviève de Lévis, cinq enfants ; puis Marie-Sophie de Courcillon, sans descendance ;
- Alexandre Mériadec de Rohan (19 juillet 1670 – 9 mars 1687) sans descendance ;
- Henri Louis de Rohan, chevalier de Rohan (4 janvier 1672 – 30 juillet 1693) sans descendance ;
- Armand-Gaston-Maximilien de Rohan, cardinal de Rohan (26 juin 1674 – 19 juillet 1749) Grand aumônier de France, fils supposé de Louis XIV ;
- Sophronie-Pélagie de Rohan (2 juillet 1678 – ?) épouse Don Alphonso Francisco de Vasconcellos, Comte de la Calheta, avec descendance ;
- Éléonore Marie de Rohan, abbesse à Origny (25 août 1679 – 2 novembre 1753) ;
- Maximilien Gaston de Rohan (1680 – 23 mai 1706) meurt à la bataille de Ramillies, sans descendance ;
- Frédéric Paul Malo de Rohan (1682) sans descendance.

## Pour approfondir

### Sources et Bibliographie
- Georges Martin Histoire et Généalogie de la Maison de Rohan, 1998, Lyon, l'auteur', p. 109-110
- (de) J.A. Stargardt Verlag, Europäische Stammtafeln, , Marburg, Schwennicke, Detlev (Ed.), vol. X p. 17, 22

### Pages connexes
- Maison de Rohan
- Principauté de Soubise
- Hôtel de Soubise